# Dihammaphora hispida
Dihammaphora hispida là một loài bọ cánh cứng trong họ Cerambycidae.